# Велика Річка (притока Стрию)
Вели́ка Рі́чка — невелика річка (струмок) в Українських Карпатах, у межах Стрийського району Львівської області. Права притока Стрию (басейн Дністра).

## Опис
Довжина 8,6 км. Похил річки коливається в межах 10—30 м/км. Річище слабозвивисте, з численними порогами і перекатами, є водоспади, зокрема водоспад Гуркало. 

## Розташування
Велика Річка бере початок на північно-східних схилах гори Парашки. Тече між горами Сколівських Бескидів переважно на північний схід (місцями — на схід). Впадає до Стрию в межах села Корчина. 
Основна притока: Мала Річка (права). 
Попри гучну назву, Велику Річку навіть річкою не можна називати (тим паче великою), адже річка — це водний потік завдовжки не менше 10 км. Але вона стає справді великою і навіть грізною після інтенсивних затяжних дощів чи різкого танення снігу на схилах Парашки та сусідніх гір.